# Vladimir Voronkov
Pour les articles homonymes, voir Voronkov.
Vladimir Petrovitch Voronkov (en russe : Владимир Петрович Воронков, né le 20 mars 1944 dans le raion de Komsolmolski (Tchouvachie) et mort le 25 septembre 2018 à Odintsovo en Russie) est un fondeur soviétique puis russe.

## Palmarès

### Jeux olympiques
| Épreuve / Édition | Grenoble 1968 | Sapporo 1972 |
| 15 km             | 22e           | 12e          |
| 30 km             | 4e            |              |
| 50 km             | 16e           |              |
| 4 × 10 km         | 4e            | Or           |

### Championnats du monde
| Épreuve / Édition | Vysoke Tatry 1970 |
| 4 × 10 km         | Or                |